# Rp 1

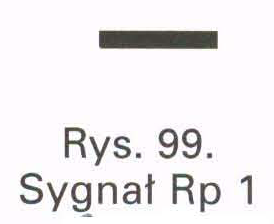
Rp 1 „Baczność”

Rp 1 „Baczność” – sygnał ostrzeżenia w ruchu kolejowym w Polsce w postaci jednego długiego tonu gwizdawką lub syreną lokomotywy.

## Zasady użycia
Sygnał Rp 1 „Baczność” maszynista daje:
1. w razie konieczności zwrócenia uwagi pracowników kolejowych, podróżnych lub innych osób znajdujących się na torze lub w jego pobliżu;
2. w przypadku zauważenia zagrożenia lub potencjalnego zagrożenia zdarzeniem na przejeździe kolejowo-drogowym lub przejściu;
3. po zatrzymaniu pociągu przed semaforem wjazdowym lub odstępowym nadającym sygnał „Stój”, wątpliwy lub nieoświetlony albo białe światło przy zbitym szkle sygnałowym, z wyjątkiem semafora odstępowego blokady samoczynnej, jeśli maszynista nie może porozumieć się z dyżurnym ruchu za pomocą środków łączności;
4. na wezwanie kierownika pociągu, przed odjazdem pociągu pasażerskiego zatrzymanego na szlaku;
5. przed każdym ruszeniem podczas pracy pociągu technologicznego, maszyny torowej i pojazdu pomocniczego, w celu ostrzeżenia robotników pracujących na torze lub obok niego;
6. przed wskaźnikami W6, W7 oraz W6b (od 20 maja 2025 roku we wskaźnik W6b wyposaża się na m.in. przejazdy kolejowo–drogowe pozbawione czynnych systemów zabezpieczeń[5][6])
7. przed każdym ruszeniem z miejsca pociągu towarowego z ludźmi;
8. przed każdym ruszeniem z postoju niepilotowanego manewrującego pojazdu trakcyjnego, gdy jazda manewrowa odbywa się na polecenie dyżurnego ruchu, nastawniczego, lub zwrotniczego;
9. w przypadku jazdy na rozkaz pisemny lub sygnał zastępczy w obrębie przejazdów kolejowo-drogowych;
10. wielokrotnie w razie usterki samoczynnego systemu przejazdowego;
11. w przypadku mijania się pociągów jadących w przeciwnych kierunkach na przejeździe kolejowo-drogowym lub przejściu lub w ich bezpośrednim sąsiedztwie.

### Pojazdy metra
Sygnał ostrzegawczy Rp 1 „Baczność” podawany przez maszynistę za pomocą gwizdawki pojazdu metra stosuje się w następujących przypadkach:
1. na terenie otwartym po zatrzymaniu pociągu przed semaforem wjazdowym wskazującym sygnał „Stój” lub sygnał wątpliwy;
2. przed odjazdem pociągu pasażerskiego zatrzymanego między stacjami;
3. przed ruszeniem pojazdu metra w elektrowozowni lub hali;
4. w celu ostrzeżenia osób znajdujących się na torach lub zbyt blisko torów;
5. w innych przypadkach, gdy zachodzi potrzeba zwrócenia uwagi osób na szlaku lub na stacji.

## Odpowiednik w ruchu kolejowym w Niemczech
Odpowiednikiem sygnału Rp 1 „Baczność” na kolejach w Niemczech jest sygnał Zp 1 „Achtung” („Uwaga”). Podobnie jak w Polsce jest to umiarkowanie długi sygnał akustyczny, stosowany przede wszystkim w celu ostrzeżenia osób postronnych przed zbliżającym się pociągiem, przy słabej widoczności lub przed wskaźnikami nakazującymi użycie takiego sygnału.
Sygnał Zp 1 – podobnie jak w Polsce – nie ma odpowiednika optycznego.